# Statue-menhir de la Liquière-Haute
La statue-menhir de la Liquière-Haute est une statue-menhir appartenant au groupe rouergat découverte à Saint-Juéry, dans le département de l'Aveyron en France.

## Description
Sa découverte n'a été signalée qu'en 2012 bien qu'elle ait été effectuée 2 à 3 ans auparavant sur un versant pentu exposé au sud où elle gisait renversée au sol. Elle est constituée d'un bloc de grès permien d'origine local. Elle mesure 1,21 m de hauteur sur 0,57 m de largeur et 0,11 m d'épaisseur.
La statue est complète mais usée. C'est une statue féminine. Le visage est en partie effacé, seuls les yeux sont encore visibles. Les seins sont représentés par deux disques gravés. Les autres caractères anthropomorphes visibles sont les bras et les mains en position horizontale, les jambes et les pieds. Le personnage porte une ceinture mais pas d'éléments de parures (collier, pendeloque), toutefois ceux-ci peuvent avoir été effacés par l'usure.
La statue-menhir est inscrite monument historique au titre d'objet depuis le 13 novembre 2019. Elle est au Conservatoire des statues menhirs de Combret-sur-Rance depuis le 02 07 2025.